# Puellina cassidainsis
Puellina cassidainsis är en mossdjursart som först beskrevs av Harmelin 1984.  Puellina cassidainsis ingår i släktet Puellina och familjen Cribrilinidae. Inga underarter finns listade i Catalogue of Life.